# Лиеж Баскет
„Лиеж Баскет“ е професионален баскетболен клуб в Лиеж, Белгия.
Отборът на клуба се състезава в елитната Белгийската баскет лига.
Тимът е създаден през 1967 г. Играе в 5600-тната зала Country Hall Ethias Liège в град Лиеж
Името „Белгаком Баскет“ на отбора се дължи на спонсорството, което получава от „Белгаком“.

## Външен линк
- Сайт на клуба Архив на оригинала от 2013-10-29 в Wayback Machine.